# Соловцовы
Соловцовы (Соловцевы) — древний русский дворянский род.
В Гербовник внесены две фамилии Соловцовых:
1. Потомство Федора Соловцова, сын которого, Иван, писан был в числе псковских помещиков (1556) и жалован вотчиной (1575) (Герб. Часть VIII. № 23).
2. Соловцовы, предки которых были жалованы поместьями (1621). (Герб. Часть VIII. № 51)[1].

Род Соловцовых, разделившийся на две ветви (Соловцевы и Соловцовы) был внесён в VI часть родословных книг Нижегородской и Симбирской губерний Российской империи.

## История рода
Родоначальником Соловцовых считается Данило Андреевич Соловец, правнук московского тысяцкого Василия Вениаминовича, родоначальника Аксаковых, Вельяминовых, Воронцовых, Воронцовых-Вельяминовых и Исленьевых.
Фёдор Леонтьевич Соловцов жалован населёнными поместьями (1558). Мисюр Соловцов воевода в Царицыне (1615-1616). Яков Павлович Соловцов († 1674) был думным дворянином.

## Описание гербов

#### Герб. Часть VIII. № 23.
Герб потомства Фёдора Соловцова: на щите, имеющем верхнюю половину серебряную, а нижнюю голубого и красного цветов, находится коронованный лев, обращенный в левую сторону, держащий в правой лапе венок, а в левой лапе — поднятый вверх меч.
На щите дворянский коронованный шлем. Нашлемник: три страусовых пера. Намёт на щите красный и голубой, подложенный золотом. Щитодержатели: два льва. Гербы Соловцевых и Соловцовых были записаны в Часть VIII Общего гербовника дворянских родов Всероссийской империи.

#### Герб. Часть VIII. № 51.
Герб рода Соловцовых: в щите, разделенном на четыре части, посредине находится малый голубой щиток, в котором изображен золотой коронованный лев, стоящий на задних лапах, у которого в передних лапах два меча, один вверх поднятый, а другой вниз опущенный. В первой и четвертых частях, в серебряном поле, видны плывущие по морю два корабля, у которых на носу и на корме стоит по одному льву, обращенному в правую сторону и держащему передними лапами корону с перевязкой. Во второй и третьих частях, в красном поле, изображены два барса, имеющие в одной лапе вид крепости с ключом и якорем, огражденной цепью, а в другой меч, вверх поднятый. Щит увенчан дворянским шлемом и короной, на поверхности которой находится лев, держащий дворянскую корону с перевязкой. Намёт на щите голубой и красный, подложенный золотом.